# Harttia
Harttia (Гартія) — рід риб триби Harttiini з підродини Loricariinae родини Лорікарієві ряду сомоподібні. Має 24 види.

## Опис
Загальна довжина представників цього роду коливається від 5,7 до 22,2 см. Зовнішністю дещо схожі з сомами роду Otocinclus. Голова широка, порівняно з тулубом, сплощена зверху. По краях морди у самців присутні збільшені одонтоди (шкіряні зубчики). Вусики маленькі. Очі середнього розміру, розташовані у верхній частині голови. Губи великі та широкі, нагадують присоски. Тулуб сильно сплощено з боків, вкрито кістковими пластинками, окрім черева. Мають довгий кишечник. Спинний плавець подовжений, низький. Грудні плавці добре розвинені, широкі, у самців наділені великими одонтодами. Черевні плавці подовжені, поступаються грудним плавцям. Хвостове стебло дуже довге. Хвостовий плавець невеличкий, з розрізом або виїмкою.
Забарвлення коливається від сірого до чорного кольору. У деяких видів на тулубі присутні світлі, контрастні поперечні смуги, рідше — темні цятки.

## Спосіб життя
Це демерсальні риби. Воліють до прісних й чистих водойм. Зустрічаються в дрібних — до 0,7 м завглибшки — річках з дуже сильною течією з кам'янистим і піщаним дном. Доволі територіальні. Утворюють великі групи — щільність становить близько 1 особини на 0,1 м2. Живляться синьо-зеленими і діатомовими водоростей, а також личинок хромінамід, яких вишукують в піску, всмоктуючи ротом.

## Розповсюдження
Мешкають у басейні річок Ориноко, Сан-Франсиску, Фанадо, Парана, Рібьер, Парнаїба, Утума, Сіннамарі, Ампруаг, Токантінс, Тапажос — в межах Венесуели, Бразилії, Гаяни, Суринаму та Французької Гвіани.

## Види
- Harttia absaberi
- Harttia canastra
- Harttia carvalhoi
- Harttia depressa
- Harttia dissidens
- Harttia duriventris
- Harttia fluminensis
- Harttia fowleri
- Harttia garavelloi
- Harttia gracilis
- Harttia guianensis
- Harttia kronei
- Harttia leiopleura
- Harttia longipinna
- Harttia loricariformis
- Harttia merevari
- Harttia novalimensis
- Harttia punctata
- Harttia rhombocephala
- Harttia surinamensis
- Harttia torrenticola
- Harttia trombetensis
- Harttia tuna